# Vladimir Zelenko
Vladimir (Zev) Zelenko (Володимир Зеленко; n. 27 noiembrie 1973, Kiev, RSS Ucraineană, URSS – d. 30 iunie 2022, Dallas, Texas, SUA) a fost un medic de familie ucraineano-american, cunoscut pentru promovarea unei combinații de trei medicamente – hidroxiclorochină, sulfat de zinc și azitromicină – ca parte a unui tratament ambulatoriu experimental pentru COVID-19, pe care l-a promovat drept Protocolul Zelenko. El a promovat, de asemenea, sfaturi medicale nefondate, teorii ale conspirației și informații "greșite" despre vaccinarea împotriva COVID-19.
La 23 martie 2020, Zelenko a publicat o scrisoare deschisă către președintele SUA, Donald Trump, în care susținea că a tratat cu succes sute de pacienți cu COVID-19 cu un tratament de 5 zile, pe baza protocolul său. Protocolul de tratament al lui Zelenko a câștigat rapid notorietate; mai multe figuri din mass-media și diverși oficiali ai administrației lui Trump care l-au promovat, inclusiv Rudy Giuliani și Mark Meadows (șef de cabinet de la Casa Albă), în ciuda mesajelor de "avertizare" din partea experților în sănătate.
A fost evreu ortodox. Într-un videoclip de pe internet, Vladimir Zelenko comunică prin intermediul unui link-video cu trei rabini care sunt membri ai Curții Rabinice (Bet din). Subiectul conversației este conspirația multi-miliardarilor împotriva umanității.